# Nordkoreas flag
Nordkoreas flag blev taget i brug 8. september 1948. Den røde stjerne, der repræsenterer kommunismen, er gengivet på flaget på en hvid cirkelformet baggrund. Stjernen symboliserer det nordkoreanske arbejderparti. Cirklen er muligvis knyttet til Yin og Yang, hentet fra koreansk kultur. Hvid er den koreanske nationalfarve og betyder værdighed. Den røde farve betyder patriotisme og de blå striber står for "det koreanske folks bestræbelser efter at slutte sig til hele verdens revolutionære folk og slås for sejr for ideen om selvstændighed, venskab og fred".
Nordkorea havde oprindeligt et flag af typen «taegukki» efter uafhængigheden i 1945 fra den japanske besættelse, mere lig det sydkoreanske flag. Flagbyttet i 1948 kom som en følge af behovet for et flag, som mere lignede Sovjetunionens flag.
Verdens tredjehøjeste flagstang (160m) står i landsbyen Gijeong-dong på den nordkoreanske side af den militære delelinje som skiller Nordkorea og Sydkorea ved byen Panmunjom. Flaget vejer 270 kg.

## Ekstern henvisning
- Wikimedia Commons har flere filer relateret til Nordkoreas flag
- Flags Of The World: North Korea

| Flag | Spire Denne artikel om flag eller vexillologi er en spire som bør udbygges. Du er velkommen til at hjælpe Wikipedia ved at udvide den. |